# Taco Mayo
Taco Mayo é uma rede americana de fast food especializada em comida mexicana. A empresa foi fundada em Norman, Oklahoma, e atualmente está sediada em Oklahoma City, Oklahoma. A Taco Mayo tem franquias em Oklahoma, no norte do Texas, no sul do Kansas e no oeste do Arkansas.

## História
A cadeia teve origem em Norman, Oklahoma, em maio de 1978, e, em 1980, a Taco Mayo expandiu-se para franquias, estabelecendo três lojas na Região Metropolitana de Oklahoma City. Com o passar dos anos, a Taco Mayo se expandiu de uma única loja em Norman para uma operação regional com 53 unidades da Taco Mayo em Oklahoma e arredores. O restaurante pretendia expandir para 200 estabelecimentos até o ano 2000. Embora não tenha atingido essa meta, em 1997 já havia alcançado seu 100º estabelecimento. Depois que o “programa de expansão” fracassou, a empresa começou a perceber seu erro de marketing: nunca forçar a quantidade em detrimento da qualidade. Muitos dos restaurantes foram construídos e inaugurados com tanta pressa que a empresa não se preocupou em encontrar as pessoas certas para administrar o restaurante ou em encontrar os locais certos para instalar os restaurantes. Não querendo ser a cadeia de fast-food que todos estereotipavam como mal feita ou degradada, os escritórios corporativos da Taco Mayo fecharam muitos dos locais que estavam funcionando mal.

### Fresh Mex
Também contribuiu para salvar o nome da franquia a ideia de fazer um upgrade para o estilo “Fresh Mex” no 25º aniversário do restaurante. Essa atualização incluiu a simplificação do cardápio e a demonstração do frescor dos alimentos ao cliente por meio de uma barra de layout aberta que exibia os ingredientes à vista de todos.